# Верхній Кожлаєр
Верхній Кожлає́р (рос. Верхний Кожлаер, марій. Кожлаер) — присілок у складі Моркинського району Марій Ел, Росія. Входить до складу Коркатовського сільського поселення.
1980 року до присілка був приєднаний сусідній присілок Нижній Кожлаєр.

## Населення
Населення — 306 осіб (2010; 333 у 2002).
Національний склад (станом на 2002 рік):
- лучні марійці — 95 %